# Podvinje (ort i Kroatien)
Podvinje är en ort i Kroatien.   Den ligger i länet Brod-Posavina, i den östra delen av landet, 170 km öster om huvudstaden Zagreb. Podvinje ligger 114 meter över havet och antalet invånare är 3 767.
Terrängen runt Podvinje är platt åt sydost, men åt nordväst är den kuperad. Terrängen runt Podvinje sluttar söderut. Runt Podvinje är det ganska tätbefolkat, med 139 invånare per kvadratkilometer. Närmaste större samhälle är Slavonski Brod, 3,4 km söder om Podvinje. Runt Podvinje är det i huvudsak tätbebyggt.